# Včelí stezka Františka Nešpora
Včelí stezka Františka Nešpora, nazývaná také Naučná stezka Včelařská, je naučná stezka, turistická trasa a cyklostezka v okrese Uherské Hradiště ve Zlínském kraji. Nachází se na levém břehu řeky Morava ve Hlucké pahorkatině a Dolnomoravském úvalu a také na Slovácku.

## Historie a popis
Včelí stezka Františka Nešpora vede podél železniční trati přes Kunovice (začíná nedaleko Leteckého muzea), Lázně Ostrožská Nová Ves, Ostrožskou Novou Ves a Uherský Ostroh. Lze je charakterizovat jako vzdělávací projekt, který je zaměřen na život a význam včely medonosné (Apis mellifera L.). Popisuje např. celoroční práce včelaře, informuje o Českém svazu včelařů, životě včelího společenstva, komunikaci mezi včelami aj. Naučná stezka vznikla z podnětu místního včelařského spolku a včelaře Františka Nešpora (1939-2014). Vede nenáročným rovinným terénem, má délku 5 km a má 12 zastavení s informačními panely. V Lázních Ostrožská Nová Ves je také představena sbírka starých včelích úlů. Slavnostní otevření stezky proběhlo o letních prázdninách 2007 v Lázních Ostrožská Nová Ves.

## Další informace
Včelí stezka Františka Nešpora se celá nachází na dálkových cyklostezkách Moravská stezka a EuroVelo 4. Navazuje také na další místní turistické a cyklistické trasy.

## Galerie

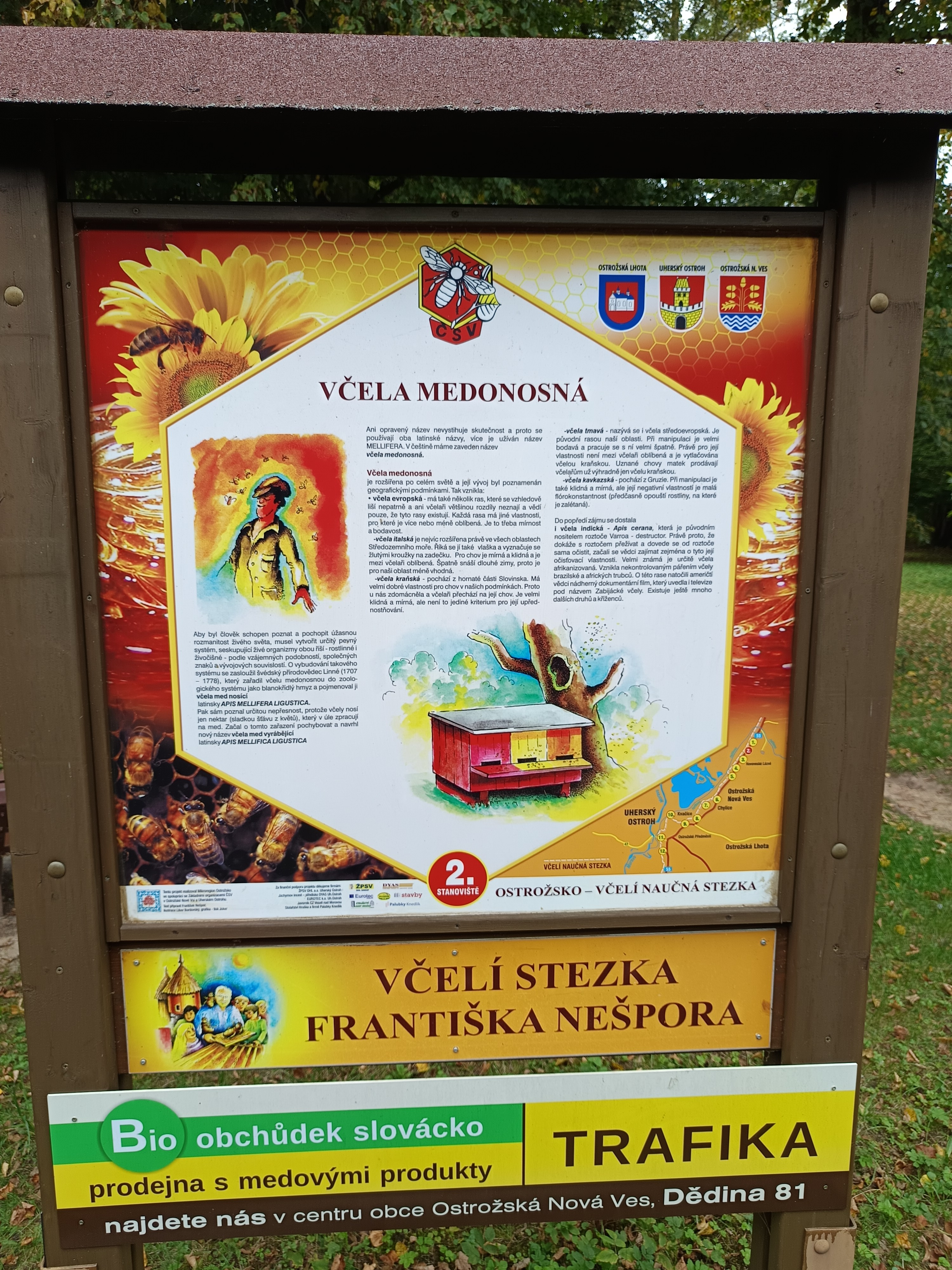
Informační panely na stezce
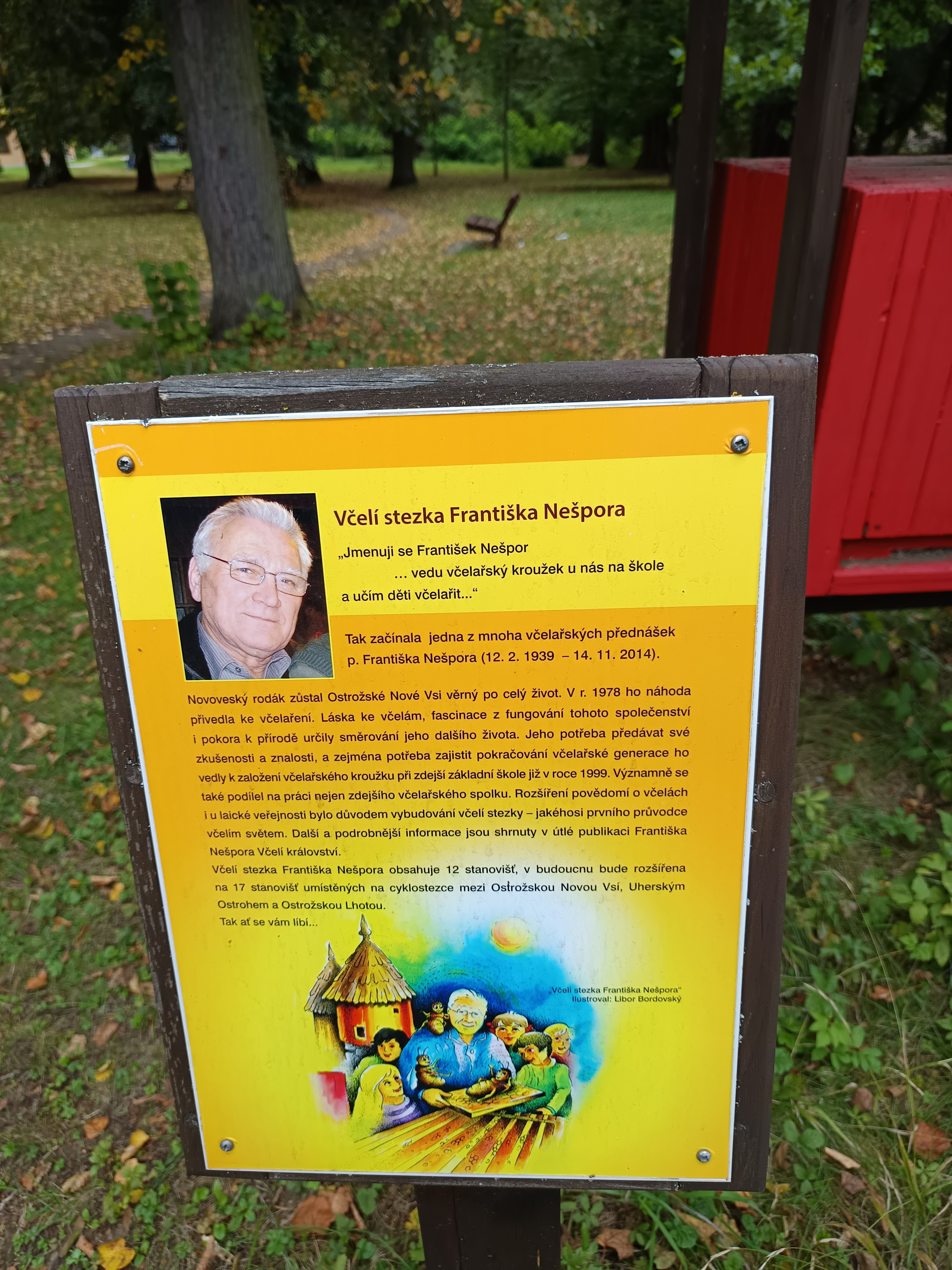
Informační panely na stezce
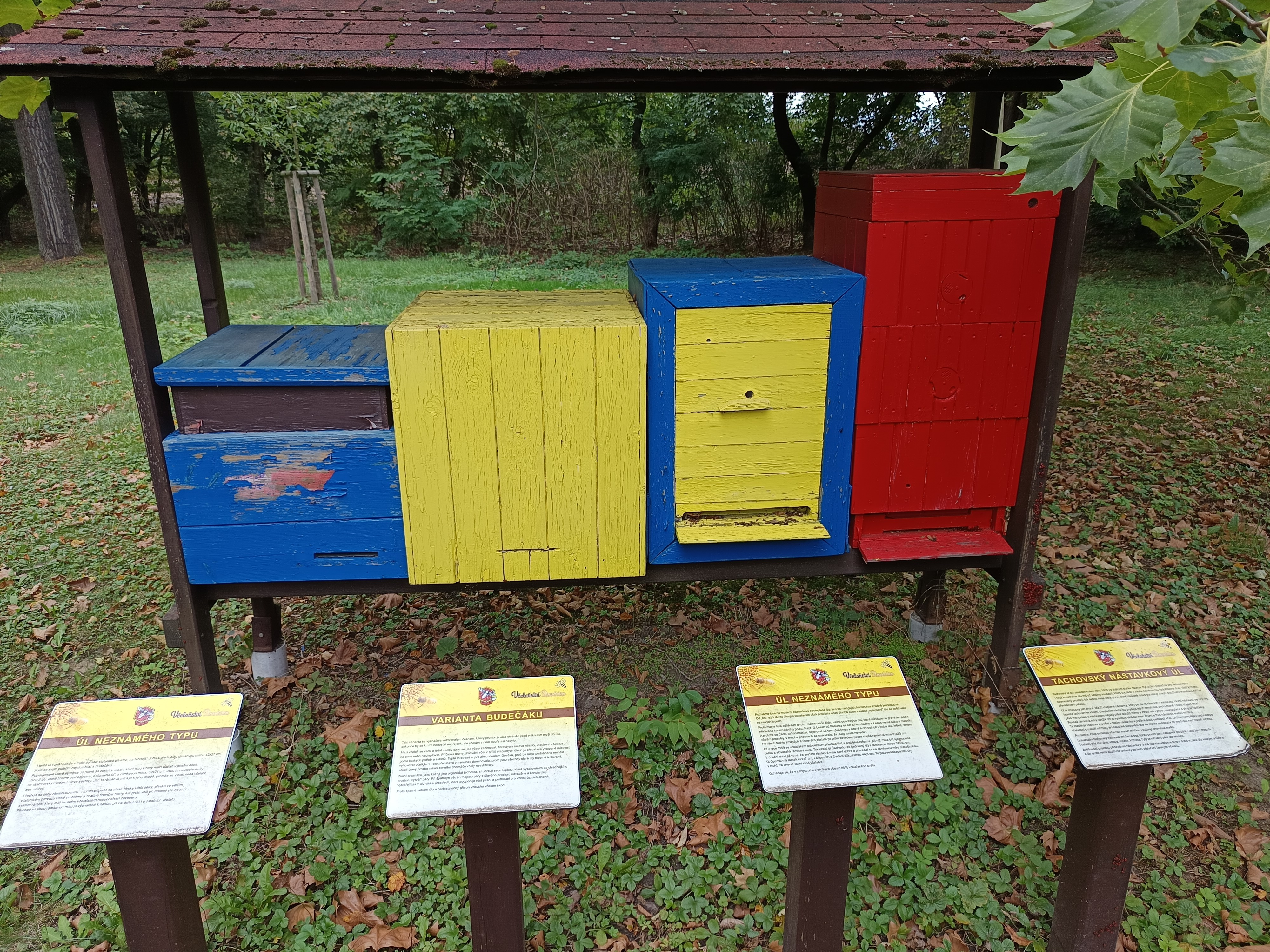
Včelí úly
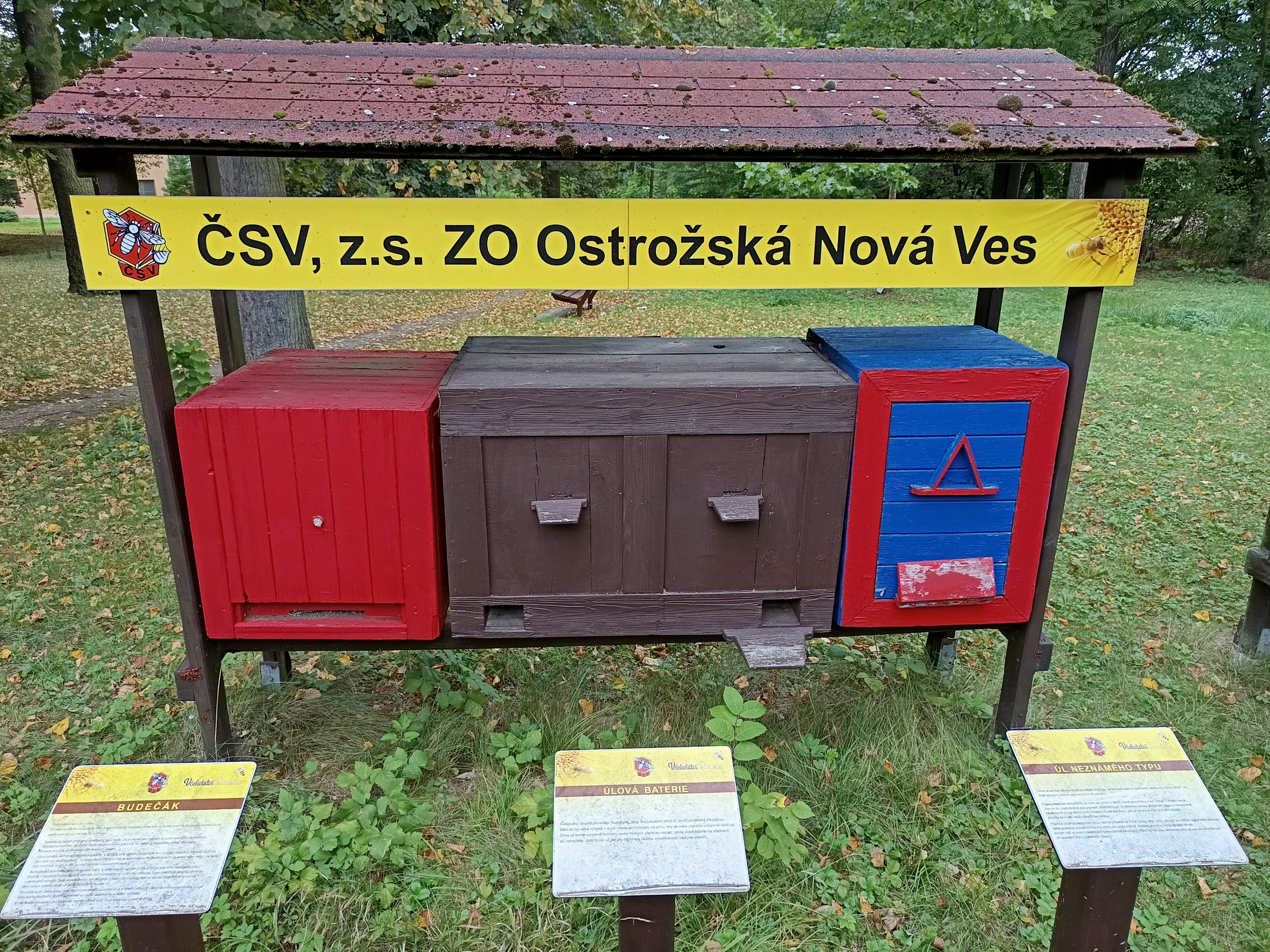
Včelí úly